# Surendra Sehgal
Surendra (Suren) Nath Sehgal, född 1932 i Khushab i Punjab i Brittiska Indien, numera i Pakistan, död 21 januari 2003, var en indisk-kanadensisk-amerikansk läkare och mikrobiolog.
Suren Sehgal var son till Sita Ram Sehgal, som drev tillverkning av homeopatiska läkemedel, aspirin med mera i Khushab, år 1947 omlokaliserad till New Delhi.  Han utbildade sig i farmakologi på Benares Hindu University i Benares, med kandidatexamen 1952 och magisterexamen 1953. Han disputerade 1957 på Bristol University i Storbritannien och genomförde post-docstudier på National Research Council of Canada. Han började arbeta på läkemedelsföretaget Ayerst Pharmaceuticals i Montreal 1959.
År 1972 isolerades en substans som producerades av bakterien Streptomyces hygroscopicus av Suren Sehgal och Claude Vézina  från ett jordprov, som insamlats av Georges Nógrády i Medical Expedition to Easter Island 1964. Denna befanns ha effekt mot svampinfektioner. Forskarna gav den namnet rapamycin efter namnet på Påskön, Rapa Nui, på det lokala språket rapa nui. Den vetenskapliga upptäckten publicerades 1975. Rapamycin visade sig senare vara immunhämmande och har kommit att användas vid njurtransplantationer och behandling av autoimmuna sjukdomar.  